# Oxiracetam
Oxiracetam ist ein Derivat von Piracetam und ein Arzneistoff, der als Antidementivum verwendet wurde.
Die Wirksamkeit von Oxiracetam bei Demenz ist umstritten, obwohl Studien positive Effekte im Vergleich zu Kontrollgruppen zeigen, da eine wirksame Konzentration nur durch Einnahme im Grammbereich erreicht werden kann. Nebenwirkungen, die zur Absetzung des Medikaments führen, sind möglich, obwohl die Toxizität recht niedrig ist. Es sind weltweit keine Fertigpräparate mehr im Handel. Es liegt keine Zulassung durch die FDA oder europäische Behörden vor.